# Reggimento genio ferrovieri

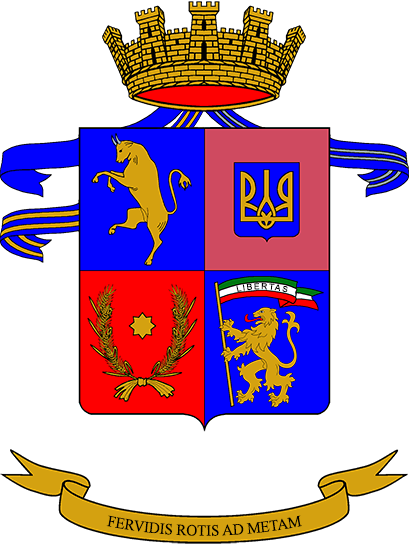
Wappen des Eisenbahnpionierregiments

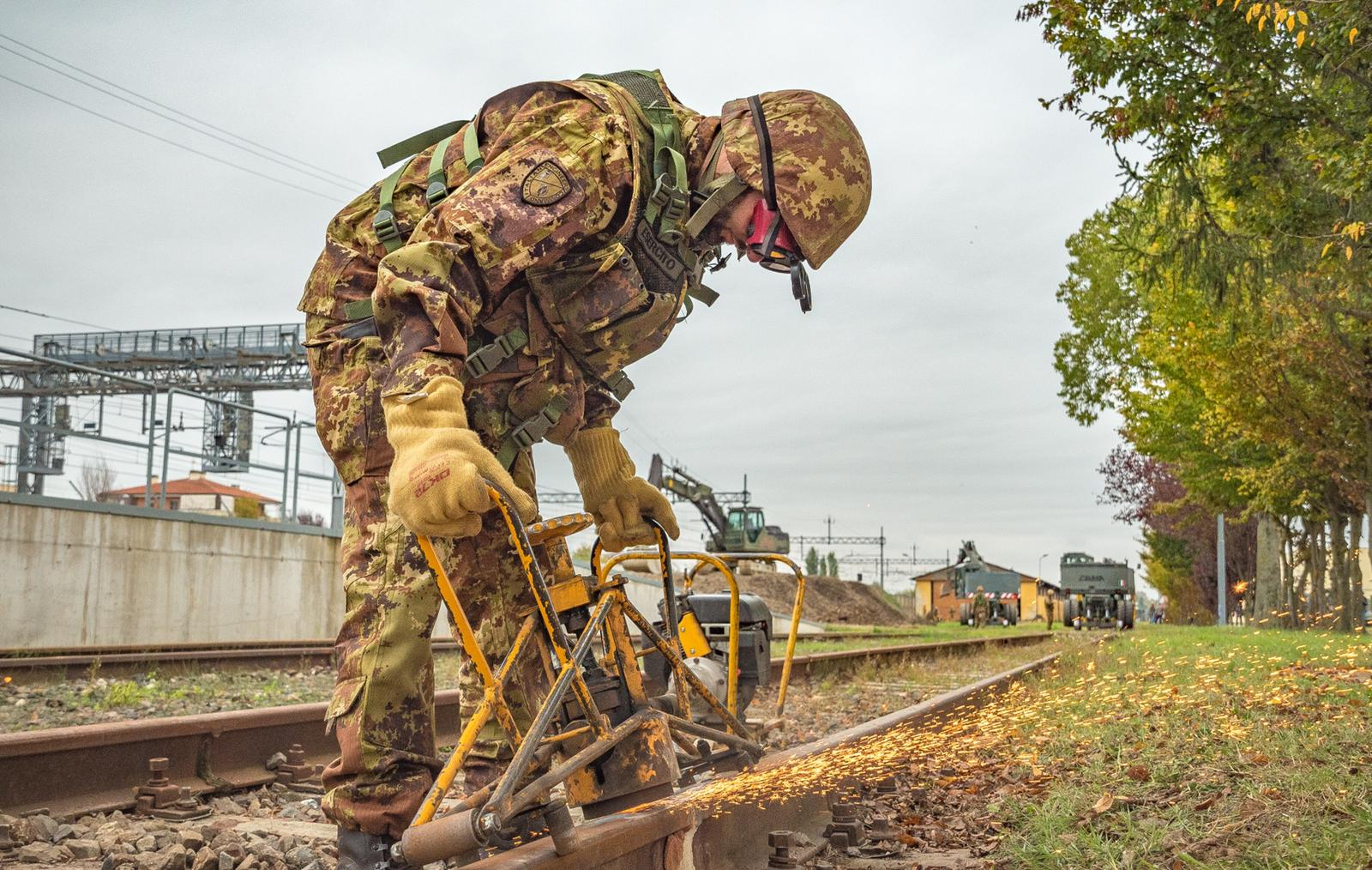
Soldat des Eisenbahnpionierregiments (2019)

Das Eisenbahnpionierregiment (italienisch Reggimento genio ferrovieri) des italienischen Heeres war und ist das einzige Regiment seiner Art innerhalb der NATO. Es hat seinen Sitz in Bologna in der Emilia-Romagna.
Eine der wenigen militärischen Einheiten mit vergleichbar langer Geschichte sind die Eisenbahntruppen der russischen Streitkräfte, historisch sind auch andere Einheiten als Eisenbahntruppen bekannt.

## Auftrag
Eisenbahnpioniere gehören zur Pioniertruppe und sind für die Instandsetzung und teilweise auch für den Betrieb oder den Bau von militärisch relevanten Eisenbahnstrecken zuständig. In Deutschland und vielen anderen Staaten wurden  Eisenbahnpionierverbände dieser Größenordnung in der Regel nur in Kriegszeiten aufgestellt. Das italienische Eisenbahnpionierregiment, das sehr enge Beziehungen zur italienischen Bahn hat, ist zuständig für die Instandhaltung militärischer Bahnstrecken und Anlagen sowie für den Betrieb mobiler militärischer Bahnanlagen. In Katastrophenfällen und bei Auslandseinsätzen richtet es beschädigte zivile Bahnstrecken wieder her. Es unterstützt die italienische Bahn regelmäßig, wobei diese Dienstleistungen auch der eigenen Aus- und Fortbildung dienen.

## Organisation
Das italienische Eisenbahnpionierregiment besteht seit 2017 nur noch aus einem gemischten Bau- und Betriebsbataillon (davor ein Bau- und ein Betriebsbataillon). Es befindet sich in Castel Maggiore bei Bologna, einem der wichtigsten Eisenbahnknoten Italiens. Truppendienstlich untersteht das Regiment dem Pionierkommando in Rom, nationale Unterstützungseinsätze erfolgen unter der Regie des Logistikkommandos des Heeres. Neben der standardmäßigen leichten Ausrüstung und Bewaffnung verfügt es über schwere Transport- und Spezialfahrzeuge sowie über einen eigenen Eisenbahnzug.

## Geschichte
Die italienischen Eisenbahnpioniere führen ihre Geschichte auf eine piemontesische Sappeureinheit zurück, die mit Unterstützung anderer Einheiten während des Krimkriegs 1855 zu Nachschubzwecken eine 12 km lange Eisenbahnstrecke von der Hafenstadt Balaklawa nach Kamara baute. Während des zweiten italienischen Unabhängigkeitskrieges spielten die Eisenbahnpioniere eine wichtige Rolle, da Truppenbewegungen vor allem auch mit der Bahn erfolgten. 1859 setzten sie die Bahnlinie Casteggio – Alessandria – Casale – Vercelli instand und stellten den militärischen Bahnbetrieb sicher.
Bis 1873 waren die beiden damals bestehenden Pionierregimenter für Aufgaben dieser Art mitverantwortlich. Zu diesem Zweck wurden kleinere Teileinheiten dieser Regimenter entsprechend ausgebildet, ausgerüstet und bereitgehalten. 1873 bzw. 1877 stellten die beiden Pionierregimenter jeweils zwei reine Eisenbahnpionierkompanien auf, für die 1880 detaillierte Dienstvorschriften erlassen wurden. 1884 bildete man mit den vier Kompanien beim neuen 4. Pionierregiment ein Eisenbahnpionierbataillon mit Sitz in Turin, welches 1895 innerhalb der Pioniertruppe selbständig wurde. Es bestand aus vier Bau- und zwei Betriebskompanien.
Im Oktober 1910 wurde in Turin das Eisenbahnpionierregiment (6.) aufgestellt. Es führte ein Bataillon in Turin (4 Kompanien), ein Bataillon in Rom (2 Kompanien), sowie eine Kraftfahreinheit in Turin (aus der später die heutige Logistiktruppe hervorging) und eine separate Einheit für den Betrieb der Bahnstrecke Turin – Pinerolo. 1911 wurde das Regiment während des italienisch-türkischen Kriegs in Libyen eingesetzt, wo es die Bahnstrecke Tripolis – Ain Zara betrieb und drei Kraftfahreinheiten aufstellte.
Im Ersten Weltkrieg bauten die 25 Kompanien des Regiments Normalspurstrecken in einer Gesamtlänge von 147 km und 600 km Schmalspurstrecken sowie 144 Eisenbrücken. Das Regiment setzte 2.774 km Bahnstrecken instand, stellte im rückwärtigen Frontgebiet den militärischen Bahnbetrieb sicher und brachte an der Front 965 Scheinwerfer in Stellung.
Zwischen den beiden Weltkriegen wurde es mit seinen zwei Bataillonen zur Instandsetzung des italienischen Bahnnetzes eingesetzt und betrieb die Bahnstrecken Chivasso–Aosta und Bozen–Meran-Mals (Bahnstrecke Bozen–Meran, Vinschgaubahn). Für den Feldzug in Italienisch-Ostafrika entsandte man zwei Baukompanien und eine Betriebskompanie.
Im Zweiten Weltkrieg umfasste das Regiment 13 Baubataillone und drei große Betriebsbataillone, die in verschiedenen Kriegsschauplätzen und Staaten zum Einsatz kamen und dort zahlreiche Eisenbahnbrücken bauten oder reparierten und militärisch bedeutende Bahnstrecken betrieben und verteidigten. Für einen Kampfeinsatz in der Sowjetunion, bei dem das 10. Bataillon massiven sowjetischen Angriffen am Don bis zum 19. Dezember 1942 widerstand (und sich dann befehlsgemäß zurückzog um einer Umfassung zu entgehen), erhielt das Regiment eine hohe Auszeichnung.
Von September 1943 bis Kriegsende und vor allem auch in der Nachkriegszeit beseitigten die Einheiten des zwischenzeitlich aufgelösten Regiments zahlreiche Kriegsschäden. Besonders in dieser Zeit entwickelte sich die enge Zusammenarbeit mit der italienischen Bahn, die bis heute andauert.
Am 1. Oktober 1957 entstand das Eisenbahnpionierregiment wieder, auch als Anerkennung für die nach dem Krieg von den verschiedenen (seit 1947 in einem Bataillon vereinigten) Kompanien geleisteten Wiederaufbauarbeit. Das Regiment bestand wiederum aus einem Baubataillon mit Sitz in Castel Maggiore bei Bologna und aus einem Betriebsbataillon in Turin. Auch in späteren Jahren baute das Regiment im Auftrag der italienischen Bahn zahlreiche Eisenbahnbrücken und erhielt in einigen Fällen wegen der Schwierigkeit der Arbeiten hohe Auszeichnungen.
In neuester Zeit wurde das italienische Eisenbahnpionierregiment auch bei Friedensmissionen im Ausland eingesetzt, insbesondere im ehemaligen Jugoslawien. In Bosnien und Herzegowina reaktivierte es von 1996 bis 1998 die 300 km lange Bahnstrecke Novi Grad – Otoka – Martin Brod – Strmica und übergab sie der örtlichen Bahn. Teile des Regiments waren danach auch im Kosovo und in Albanien tätig, sowie in Pakistan (2005–2006) und in Eritrea.
Im Jahr 2017 wurden das Baubataillon in Castel Maggiore und das Betriebsbataillon in Ozzano dell’Emilia zu einem gemischten Bataillon fusioniert und das Regiment damit auf Bataillonsstärke verkleinert.